# Apparat
Apparat (pseudoniem van Sascha Ring) (Quedlinburg, 27 juni 1978) is een Duits muzikant die elektronische muziek produceert en sinds 1997 in Berlijn woont.

## Carrière
Apparat begon met het maken van dansvloer-georiënteerde techno maar begon later ambient te maken. Nog later richt hij zich meer op glitch en IDM, vergezeld van strijkinstrumenten en andere geluiden. In 2004 deed Apparat een Peel Session. Apparat werkte samen met Ellen Allien.
Samen met Modeselektor vormt hij de muziekgroep Moderat, die in 2009 hun eerste album uitbracht. Sascha Ring is mede-eigenaar van het platenlabel Shitkatapult samen met T.Raumschmiere.

## Discografie

### Albums
| Album met hitnotering(en) in de Vlaamse Ultratop 200 albums | Datum van verschijnen | Datum van binnenkomst | Hoogste positie | Aantal weken | Opmerkingen      |
| ----------------------------------------------------------- | --------------------- | --------------------- | --------------- | ------------ | ---------------- |
| Multifunktionsebene                                         | 2001                  | -                     |                 |              |                  |
| Duplex                                                      | 2003                  | -                     |                 |              |                  |
| Orchestra of bubbles                                        | 2006                  | 29-04-2006            | 61              | 4            | met Ellen Allien |
| Walls                                                       | 25-05-2007            | 16-06-2007            | 94              | 1            |                  |
| Things to be frickled                                       | 2008                  | -                     |                 |              |                  |
| DJ-Kicks                                                    | 25-10-2010            | -                     |                 |              |                  |
| The devils walk                                             | 23-09-2011            | 08-10-2011            | 59              | 2            |                  |
| Krieg und frieden (music for theatre)                       | 2013                  | 02-03-2013            | 72              | 1*           |                  |